# Trauerkranz

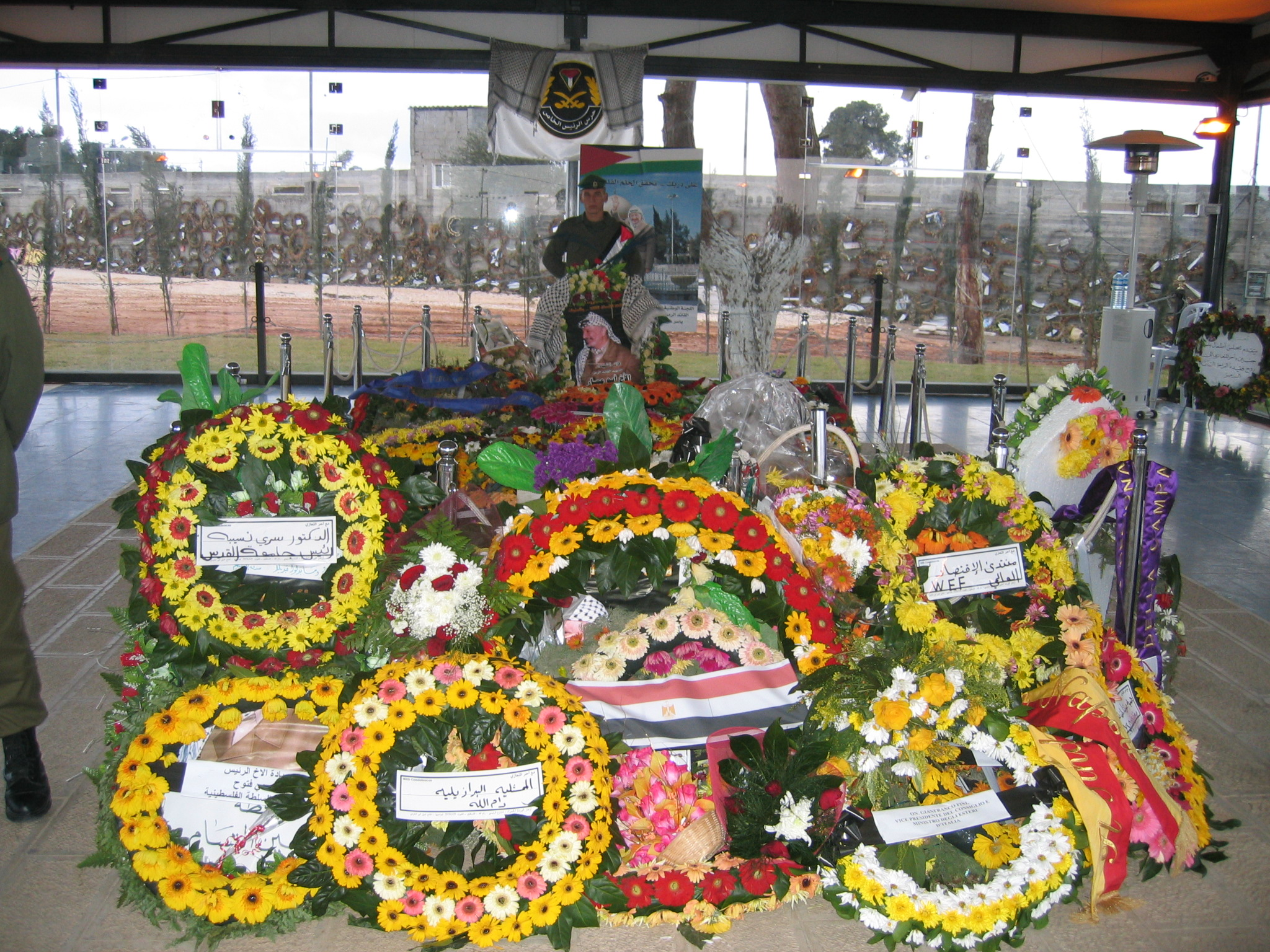
Trauerkränze an Jassir Arafats Grab, Ramallah 2004.

Der Trauerkranz (auch: Totenkranz) ist ein Element der Trauerkultur. Als Symbol im Totenbrauchtum
drückt seine Kreisform ohne Anfang und Ende (siehe auch Ouroboros) sinnbildlich die Ewigkeit aus und steht in einer Tradition, die von den Siegerkränzen der Antike und den christlichen Märtyrerkränzen ausgeht und schon im Barock breiten Eingang in die Sepulkralkultur fand.

## Geschichte
Bis zum ausgehenden 19. Jahrhundert war der funerale Blumenkranz wie die hier bedeutungsgleiche Totenkrone ausschließlich bei Ledigenbegräbnissen üblich. Etwa um 1870 kamen Perlkränze und Kranzschleifen aus Atlas, Taft oder Papier mit Namen und letzten Grüßen der Kranzspender auf. Zur gleichen Zeit kamen die Kranz- oder Blumenwagen genannten Beförderungsmittel für Blumenspenden als Bestandteil des Leichenkondukts auch für bürgerliche Bestattungen in Mode. In der Formel „statt Kränzen“, die den Trauerkranz als pars pro toto für die floralen Trauerspenden setzt, drückt sich in der heutigen Bestattungskultur der Wunsch nach gemeinnützigen Spenden im Namen des oder der Verstorbenen aus.

## Symbolkraft
Als Kreis ohne Anfang und Ende steht der Trauerkranz zum einen als Symbol für die Ewigkeit und damit auch als Zeichen für ein Leben nach dem Tod. Zum anderen drückt er die Verbundenheit zwischen dem Verstorbenen und den Hinterbliebenen, über den irdischen Tod hinaus, aus.

## Trauerkranz-Gestaltung
Üblich sind heute Trauerkränze aus Blumen und Tannengrün, die mit Trauerschleifen verziert werden. Die Schleifen tragen dabei einen letzten Gruß der Hinterbliebenen an den Verstorbenen sowie Kondolenzbekundungen gegenüber seiner Familie. Gängig sind Größen zwischen 60 und 90 cm. Die Zweige immergrüner Pflanzen, wie Tannen oder Koniferen, werden als Grundlage der floralen Gestecke verwendet; sie symbolisieren ebenso wie die kreisrunde Form die Unendlichkeit. Ihre grüne Farbe steht für die Hoffnung, dass nach dem Tod ein neues Leben auf den Verstorbenen wartet und dass er mit seinen Angehörigen in diesem nächsten Leben einmal wieder vereint sein wird. Gleichsam wirkt die Farbe beruhigend. 
Für den Trauerkranz gebräuchlicher Blumenschmuck besteht aus Callas, Lilien, Chrysanthemen, Rosen, Nelken und Gerbera, häufig in Weiß oder in hellen Farbtönen. Jeder dieser Blumen kommt eine eigene Bedeutung zu: Rosen stehen für die ewige Liebe und sind meist den Kränzen von engen Angehörigen vorbehalten. Nelken drücken Treue aus, Chrysanthemen stehen für die aufrichtigen Gefühle gegenüber dem Verstorbenen. Lilien stehen seit Jahrhunderten für Reinheit und Glauben, während Gerbera dem Verstorbenen mitteilen sollen, dass er das Leben seiner Angehörigen verschönert hat. Weiß wird als Farbe für den Trauerschmuck gewählt, da es Unschuld und Reinheit ausdrückt. Durch schlichte, zurückgenommene Farben wird der Trauer Ausdruck verliehen.